# 上福克鎮區 (北卡羅萊納州伯克縣)
上福克鎮區（英語：Upper Fork Township）是位於美國北卡羅萊納州伯克縣的一個鎮區。

## 地方資料
上福克鎮區的面積為68.63平方千米，皆為陸地。根據2020年美國人口普查的數據，當地共有人口1018人，而人口密度為每平方千米14.83人。